# 海钓
海钓是指在海边钓鱼，海钓的主要对象是鲈鱼、黄鱼、鳕鱼、带鱼、石斑鱼、鳗鱼等，按照水温又分作暖水鱼类、温水鱼类、冷水鱼类。由于海中的鱼类是咸水鱼类，它们比淡水鱼类更凶猛，更加贪吃，因此有利于钓鱼的收获量。海钓时，要注意海水的暖流、寒流和潮汐。海钓的鱼竿主要是海竿。海钓在渔具主要是：海竿（包括鱼钩、鱼线、鱼漂、沉子、卷线器、剪刀等）、高筒防水胶靴、救生衣、窝子（包括诱饵和打窝桶）、抄网、手套、墨镜、防晒衣、毛巾、冰箱等。

## 投竿方法
海钓时甩海竿的方法主要是上投法、斜投法。

## 钓点
海钓时，与湖钓、溪钓不同，它必须避开浅滩，原因是浅滩阳光透射，而咸水鱼类大多都避光。海钓钓点可以是滞水区（入海口、码头、防波堤），那里饵料丰富，鱼类多；另外，海潮冲击的一面也是理性的钓点，因为浮游生物和氧气充足。

## 类别
海钓分作海洋底钓、海洋浮钓、海洋戏钓。同时又有船钓，它分作放流钓、拖曳钓。

### 底钓
海洋底钓就是用沉子、组钩、鱼饵，沉底钓鱼，沉子要稍微重于鱼漂。

### 浮钓
海洋浮钓和底钓的渔具相同，只是沉子要比鱼漂轻。

### 戏钓
海洋戏钓就是不用鱼漂、沉子这些渔具，用拟饵钓鱼。

### 船钓
船钓的钓点是人工鱼场、海藻区、礁石群等地方，它分作放流钓、拖曳钓。
放流钓就是人坐立船上，船任随海水游走，用活饵作鱼饵钓鱼。
拖曳钓一般是乘坐小艇，用粗线、大钩、大鱼漂等渔具，垂钓大型海洋鱼类。

## 诱鱼
诱鱼的方法就是打窝，海钓打窝不同于溪钓、湖钓，因为海中水域面积宽广，打窝的饵料要更多，一般用打窝桶打窝，鸡饲料、虾子、蟹壳、贝壳、动物内脏等，为了留住鱼，要注意补添窝子。

## 环境

### 潮汐
涨潮、落潮的时候最好钓鱼，平潮、停潮不好钓鱼。

### 海风
微风的天气有利于钓鱼，增加海水含氧量，而巨大的海风的天气不利于钓鱼。

## 益处
海钓可以休闲，刺激而富有乐趣；可以锻炼身体，钓到大鱼时会锻炼臂力、腰力等；可以增加海洋知识。